# Trichotithonus albidus
Trichotithonus albidus là một loài bọ cánh cứng trong họ Cerambycidae.